# Gardonne
Gardonne là một xã của Pháp, nằm ở tỉnh Dordogne trong vùng Aquitaine của Pháp.

## Thông tin nhân khẩu
| Năm    | 1962 | 1968 | 1975  | 1982  | 1990  | 1999  | 2005  |
| ------ | ---- | ---- | ----- | ----- | ----- | ----- | ----- |
| Dân số | 773  | 988  | 1 115 | 1 130 | 1 383 | 1 404 | 1 358 |